# Germigny-l'Évêque
Germigny-l'Évêque är en kommun i departementet Seine-et-Marne i regionen Île-de-France i norra Frankrike. Kommunen ligger i kantonen Meaux-Nord som tillhör arrondissementet Meaux. År 2022 hade Germigny-l'Évêque 1 350 invånare.

## Befolkningsutveckling
Antalet invånare i kommunen Germigny-l'Évêque
| Referens: INSEE |